# Hawke's Bay United
Hawke's Bay United Football Club is een voetbalclub uit Napier, Nieuw-Zeeland. De club is in 2004 (als Napier City Soccer, en feitelijk voortkomend uit Napier City Rovers) speciaal opgericht om als een van de acht startende clubs deel te nemen in de gesloten New Zealand Football Championship (de hoogste divisie). In 2005 nam het de huidige naam aan. De thuiswedstrijden worden in het Bluewater Stadium gespeeld, dat plaats biedt aan 4.000 toeschouwers. De clubkleuren zijn wit-zwart.
De club nam van 2013-2017 vijfmaal op rij deel in de eindronde om het landskampioenschap. In 2013 verloor het in de halve finale van de latere landskampioen Waitakere United. In 2014 werd in de halve finale verloren van Team Wellington. In 2015 werd in de halve finale van Team Wellington gewonnen en in de finale van Auckland City FC verloren. In 2016 werd weer van Team Wellington verloren in halve finale en in 2017 in de halve finale van Auckland City FC.

## Competitieresultaten 2004-2018
Resultaten na de reguliere competitie.
N.B. 2004/05 als Napier City Soccer 
| 5 |

| 8 |

| 6 |

| 4 |

| 5 |

| 7 |

| 5 |

| 5 |

| 4 |

| 3 |

| 3 |

| 2 |

| 4 |

| 7 |

| NZFC |

| NZFC |

| 5 |

| 8 |

| 6 |

| 4 |

| 5 |

| 7 |

| 5 |

| 5 |

| 4 |

| 3 |

| 3 |

| 2 |

| 4 |

| 7 |

| NZFC |

| NZFC |